# Leslie Stefanson
Leslie Ann Stefanson (Fargo, 10 maggio 1971) è un'attrice, scultrice ed ex modella statunitense.

## Biografia
La sua prima apparizione nel cinema risale al 1994 in Sonny & Pepper - Due irresistibili cowboy ma il ruolo che l'ha resa celebre è stato quello del capitano Elizabeth Campbell nel film del 1999 La figlia del generale. È la compagna di James Spader dal quale ha avuto un figlio.

## Filmografia

### Cinema
- Sonny & Pepper - Due irresistibili cowboy (The Cowboy Way), regia di Gregg Champion (1994)
- L'amore ha due facce (The Mirror Has Two Faces), regia di Barbra Streisand (1996)
- Hollywood brucia (An Alan Smithee Film: Burn Hollywood Burn), regia di Arthur Hiller (1997)
- Flubber - Un professore tra le nuvole (Flubber), regia di Les Mayfield (1997)
- Qualcosa è cambiato (As Good as It Gets), regia di James L. Brooks (1997)
- Fool's Paradise, regia di Richard Zakka (1997)
- Break Up - punto di rottura (Break Up), regia di Paul Marcus (1998)
- La figlia del generale (The General's Daughter), regia di Simon West (1999)
- Delivered, regia di Guy Ferland (1999)
- Beautiful - Una vita da miss (Beautiful), regia di Sally Field (2000)
- Unbreakable - Il predestinato (Unbreakable), regia di M. Night Shyamalan (2000)
- Desert Saints, regia di Richard Greenberg (2002)
- The Stickup - Il colpo perfetto (The Stickup), regia di Rowdy Herrington (2002)
- The Hunted - La preda (The Hunted), regia di William Friedkin (2003)
- Cacciatore di alieni (Alien Hunter), regia di Ron Krauss (2003)

### Televisione
- Untitled Charles Randolph Project, regia di Charles Randolph - film TV (2001)
- La famiglia Kennedy (Jackie, Ethel, Joan: The Women of Camelot), regia di Larry Shaw - miniserie TV (2001)
- MDs - serie TV, 10 episodi (2002)

## Doppiatrici italiane
Nelle versioni in italiano dei suoi film, Leslie Stefanson è stata doppiata da:
- Eleonora De Angelis in L'amore ha due facce, The Hunted - La preda
- Micaela Esdra in Hollywood brucia
- Pinella Dragani in La figlia del generale
- Chiara Colizzi in Unbreakable - Il predestinato
- Tiziana Avarista in Cacciatore di alieni
- Claudia Catani in La famiglia Kennedy